# Vedismo
Este artículo trata acerca de las prácticas religiosas que se practicaban en el periodo védico; si desea ver las prácticas religiosas posteriores, vea hinduismo y religiones en la India.

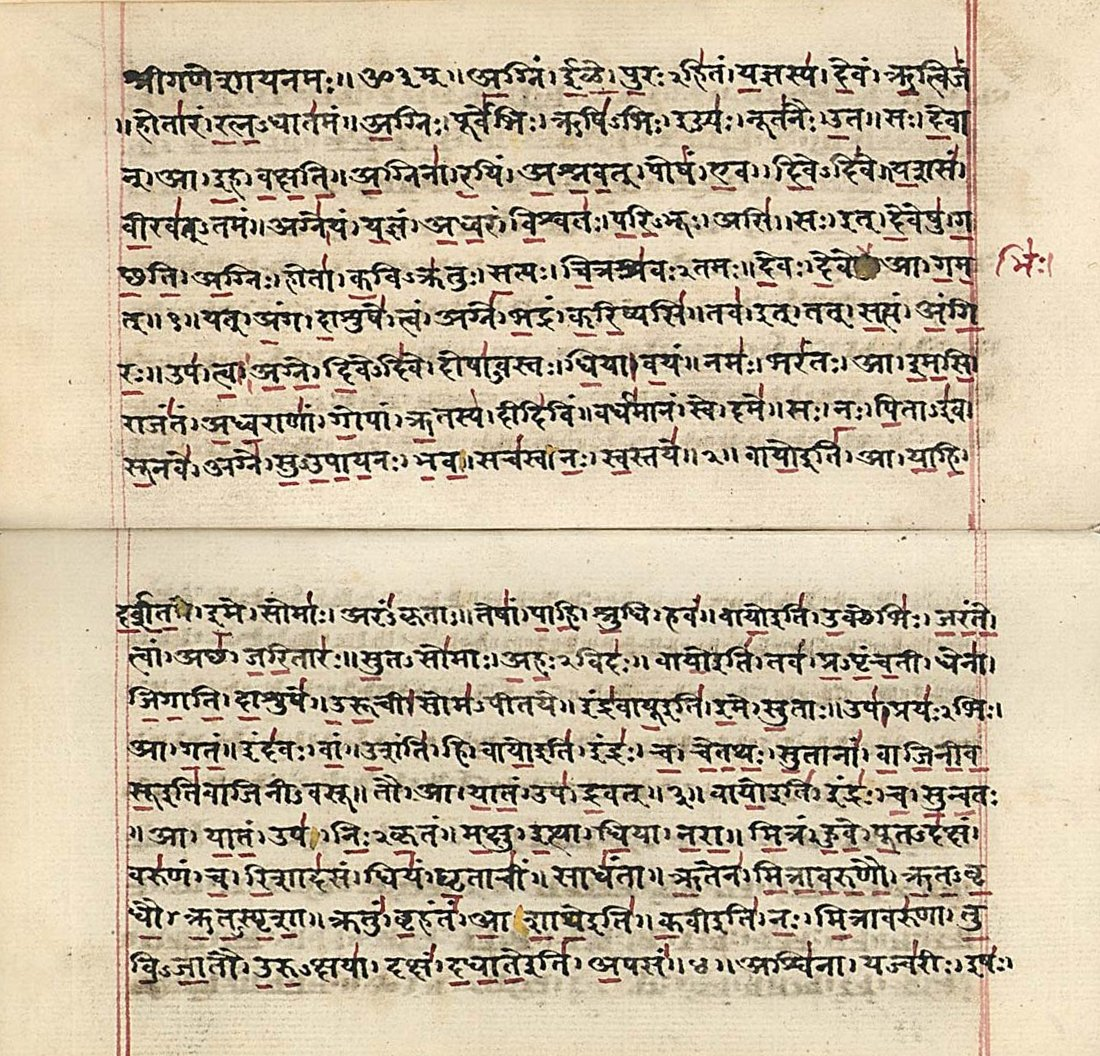
Ejemplar del texto sánscrito Rig-veda, escrito en escritura devanagari.

El vedismo es la religión del período védico en la India,
históricamente anterior al hinduismo.
La religión védica era básicamente ritualista, y sus ritos estaban minuciosamente fijados y administrados por un numeroso clero. El objetivo básico del culto residía en el «mantenimiento y prolongación» del dharma (orden originario de las cosas). Así, gracias a los ritos védicos los sacerdotes restablecían el orden cósmico (ritá) fijado por los dioses, orden amenazado de forma permanente. Junto a las ceremonias colectivas, controladas por el clero, se practicaban ritos domésticos. Los fieles debían cumplir, ante todo, un código de buena conducta: honrar a los dioses, respetar el dharma, cumplir los deberes sociales (familia, antepasados, huéspedes) y conformarse con el varna propio (normas de su grupo de nacimiento, que más tarde originará el sistema de castas).
No se ha logrado dilucidar qué cultura arqueológica es la que produjo esta religión.
Puede estar relacionada con la cultura de la cerámica negra pulida norteña, la cultura del río Swat o la cultura bactria-marguiana

## Textos
La religión está basada en los cuatro antiguos textos sánscritos llamados Vedas.
Son recopilaciones de himnos, colecciones de oraciones, fórmulas de consagración y expiación dirigidos a los dioses:
- El Rigveda (el ‘Veda de los himnos’), el texto más antiguo de la literatura de la India, de mediados del II milenio a. C.. Texto épico-religioso con 1028 himnos (denominados rik) dedicados a múltiples dioses.
- El Samaveda (o ‘Veda cantable’), que consiste un 96% en himnos del Rig-veda, ordenados de manera diferente.
- El Yajurveda (o ‘Veda del sacrificio’), que consiste en un tercio de himnos del Rig-veda.
- El Atharvaveda (o ‘el Veda de [el sabio] Átharvan’), himnos para contrarrestar maleficios en un sacrificio de fuego.

Los textos de este periodo védico, compuestos en un tipo antiguo de sánscrito llamado sánscrito védico, son principalmente los cuatro samhitas (textos principales) védicos, pero también se consideran védicos los textos Bráhmanas.
Los Vedas registran la liturgia relacionada con rituales y sacrificios que deben realizar 16 o 17 sacerdotes shrauta y los purohita.
De acuerdo con la tradición, los himnos védicos fueron revelados a los rishi (sabios), quienes más que autores se consideran «oyentes» (justamente śruti significa ‘lo que se escucha’).

## Adoración y rituales
Su liturgia está explicada en la sección mantra de cada uno de los cuatro Vedas, que están escritos en idioma sánscrito.
Se adoraba a una trinidad de dioses, la trinidad védica (Agní, Indra y Suria), que en el siglo III a. C. empezó a ser reemplazada por la trinidad puránica de Brahmá, Visnú y Shivá.
Esta forma de adoración ha cambiado un poco en el hinduismo actual, y solo una pequeña fracción de conservadores śrautas continúan la tradición de la recitación oral de mantras aprendidos únicamente mediante la tradición oral. Se adoraba a elementos y fuerzas naturales (como el fuego y los ríos), a dioses heroicos como Indra (una idea bastante similar a la religión griega), dioses ordinarios y genios, se cantaban mantras y se realizaban sacrificios. Los sacerdotes brahmanes realizaban rituales muy solemnes para los guerreros chatría y los ricos vaishia (comerciantes y dueños de tierras), que tenían lugar en recintos sacrificiales muy costosos financiados por reyes y nobles. La gente oraba por abundancia de hijos, lluvia, ganado (riqueza), una vida larga y una vida eterna en el mundo celestial de los ancestros.
Este tipo de adoración ha sido preservado incluso hasta hoy por el hinduismo, en donde el purojita (sacerdote) recita textos del Rig-veda, para la prosperidad, la riqueza y el bienestar general. Sin embargo, los dioses védicos fueron reemplazados por los dioses de la literatura puránica. Algunos elementos de la primigenia religión védica se pueden rastrear hasta tiempos protoindoiranios.

## Transmisión oral
Según la tradición hindú, las enseñanzas védicas se transmitían oralmente. Hacia el siglo III a. C., apareció la escritura en la India. En esa época empezaron a circular las maldiciones que recaerían sobre aquel que pusiera por escrito (o leyera) los Vedas. Se suponía que se debía seguir transmitiendo solo de manera oral. De todos modos, aproximadamente en ese siglo se pusieron por escrito.[cita requerida] La versión más antigua que se conoce es del siglo X d. C.[cita requerida]

## Fin de la religión védica
Se cree que el periodo védico puede haber terminado alrededor del siglo VI a. C., cuando absorbió influencias del budismo y del jainismo (la no violencia, por ejemplo) y comenzó a convertirse en las religiones de la India.
En ese siglo aparecieron las primeras Upanishads (el Chāndogya Upaniṣad y el Bṛhadāraṇyaka Upaniṣad), que son diálogos entre un discípulo y su maestro acerca del yo y culminan con una tesis sobre el yo universal unido con la totalidad del cosmos.